# دانشگاه مجو
دانشگاه مِجو (به انگلیسی: Maejo University یا دانشگاه MJU) (به تایلندی: มหาวิทยาลัยแม่โจ้) قدیمی‌ترین مؤسسه آموزشی کشاورزی تایلند است که در استان چیانگ‌مای می‌باشد. این دانشکده در سال ۱۹۳۴ با نام مؤسسه آموزشی معلمان کشاورزی شمالی بنیان گذاشته شد و چندین بار بازسازی و ساختار آن تغییر یافت تا این که در سال ۱۹۹۶ به یک دانشگاه دولتی تمام عیار تبدیل شد و از آن زمان تا کنون با نام دانشگاه مجو شناخته می‌شود.

## جستارهای بیرونی
- دانشگاه مجو